# Равасклето
Равасклето (итал. Ravascletto) је насеље у Италији у округу Удине, региону Фурланија-Јулијска крајина.
Према процени из 2011. у насељу је живело 361 становника. Насеље се налази на надморској висини од 944 м.

## Становништво
Према резултатима пописа становништва 2011. у општини је живело 560 становника.
| 1936. | 1951. | 1961. | 1971. | 1981. | 1991. | 2001. | 2011. |
| ----- | ----- | ----- | ----- | ----- | ----- | ----- | ----- |
| 1.452 | 1.500 | 1.332 | 1.028 | 883   | 746   | 642   | 560   |